# Norconsult
Norconsult är ett norskt konsultföretag med verksamhet inom samhällsplanering och projektering.
Norconsult har verksamhet i Sverige, Norge, Danmark, Sydafrika, Moçambique, Laos, Malaysia, Filippinerna, Thailand, Chile och Peru.